# Trematocara caparti
Trematocara caparti är en fiskart som beskrevs av Poll, 1948. Trematocara caparti ingår i släktet Trematocara och familjen Cichlidae. IUCN kategoriserar arten globalt som livskraftig. Inga underarter finns listade i Catalogue of Life.